# Eduardo Manchón
Eduardo Manchón Molina (ur. 24 lipca 1930 roku, Barcelona, Hiszpania, zm. we wrześniu 2010) – hiszpański piłkarz, grający na pozycji napastnika. Grał w latach pięćdziesiątych XX wieku. Większość kariery spędził w FC Barcelona.
W reprezentacji Hiszpanii zadebiutował dnia 14 marca 1954 w meczu przeciwko Turcji w Stambule.

## Kluby
- Barcelona Amateur: 1948–1950
- FC Barcelona: 1950–1957.
- Granada CF: 1957–1958.
- Deportivo La Coruña: 1958–1959
- Club Atlètic Ibèria: 1959–1961
- CE l’Hospitalet: 1961–1962

## Tytuły
- 2 × 1 miejsce w lidze: 1951–1952, 1952–1953.
- 4 Copa del Generalísimo: 1951, 1952, 1953, 1957.
- 2 Copa E.Duarte: 1952, 1953
- 1 Copa Latina: 1952